# Psychomyia nimmoi
Psychomyia nimmoi är en nattsländeart som beskrevs av Schmid 1997. Psychomyia nimmoi ingår i släktet Psychomyia och familjen tunnelnattsländor. Inga underarter finns listade i Catalogue of Life.